# 僕の腕の中で
「僕の腕の中で」（ぼくのうでのなかで）は、日本のシンガーソングライターである杉山清貴の楽曲。表題曲は、日本航空のイメージソングとしてオンエアされ、1988年4月21日にVAPのEmbarkレーベルから6枚目のシングルとしてリリースされた。
作詞は秋元康、作曲は林哲司が担当しており、杉山のシングル表題曲としては初めて、作詞と作曲を手がけていない作品となった。
表題曲はオリジナル・アルバムには未収録であり、コンピレーション・アルバム『time is a good time』（1988年）にてアルバム初収録となった。

## リリース
1988年4月21日にVAPのEmbarkレーベルから、7インチレコードとCT、8cmCDの3形態でリリースされた。

## チャート成績
オリコンチャートでは、2位まで上昇した。

## 収録曲
| 全編曲: 佐藤準。 |                          |            |           |      |
| #                | タイトル                 | 作詞       | 作曲      | 時間 |
| 1.               | 「僕の腕の中で」         | 秋元康     | 林哲司    | 4:41 |
| 2.               | 「あの空も。この海も。」 | 青木久美子 | 杉山清貴  | 5:04 |
| 合計時間:        | 合計時間:                | 合計時間:  | 合計時間: | 9:45 |

| 全編曲: 佐藤準。 |                                        |           |           |      |
| #                | タイトル                               | 作詞      | 作曲      | 時間 |
| 1.               | 「僕の腕の中で」                       | 秋元康    | 林哲司    | 4:41 |
| 2.               | 「僕の腕の中で」(オリジナル・カラオケ) |           |           | 4:41 |
| 合計時間:        | 合計時間:                              | 合計時間: | 合計時間: | 9:22 |

| 全作曲: 杉山清貴、全編曲: 佐藤準。 |                                                |            |            |      |
| #                                  | タイトル                                       | 作詞       | 作曲・編曲 | 時間 |
| 1.                                 | 「あの空も。この海も。」                       | 青木久美子 | 杉山清貴   | 5:04 |
| 2.                                 | 「あの空も。この海も。」(オリジナル・カラオケ) |            | 杉山清貴   | 5:04 |
| 合計時間:                          | 合計時間:                                      | 合計時間:  | 10:08      |      |

## リリース履歴
| No. | 日付          | レーベル     | 規格            | 規格品番 | 備考 |
| --- | ------------- | ------------ | --------------- | -------- | ---- |
| 1   | 1988年4月21日 | VAP / Embark | 7インチレコード | 10301-07 |      |
| 1   | 1988年4月21日 | VAP / Embark | CT              | 40301-10 |      |
| 1   | 1988年4月21日 | VAP / Embark | 8cmCD           | 20301-10 |      |

## タイアップ
| # | 曲名             | タイアップ             | 出典 |
| - | ---------------- | ---------------------- | ---- |
| 1 | 「僕の腕の中で」 | '88 JAL イメージソング |      |